# Goce Toleski
Goce Toleski (in macedone Гоце Толески?; Skopje, 5 maggio 1977) è un ex calciatore macedone, di ruolo centrocampista.

## Palmarès

### Club

#### Competizioni nazionali
- Campionato macedone: 3

Rabotnicki: 2004-2005, 2005-2006
Renova: 2009-2010
- Campionato ceco: 2

Slavia Praga: 2007-2008
Sparta Praga: 2008-2009